# Église Santa Maria Francesca delle Cinque Piaghe
L'église Santa Maria Francesca delle Cinque Piaghe (en français : Sainte Marie-Françoise des Cinq-Plaies) est une petite église englobée dans un couvent du centre historique de Naples située dans les Quartiers Espagnols. Elle est consacrée à sainte Marie-Françoise des Cinq-Plaies, dans le siècle Anna Maria Gallo (1715-1791), canonisée en 1867.

## Description
L'église est conçue dans la seconde moitié du XIXe siècle au rez-de-chaussée et au premier étage d'un ancien palais nobiliaire.
L'autel est intéressant, ainsi que le tableau représentant La Mort de sainte Marie-Françoise, et la statue de la Sainte et celle de la Divine Bergère d'un artiste inconnu. L'église est un petit lieu de pèlerinage bien fréquenté. Un siège est particulièrement remarqué par les fidèles, car c'est sur celui-ci que sainte Marie-Françoise avait l'habitude de s'asseoir et trouver un certain répit lorsqu'elle souffrait les douleurs de la Passion du Christ. La salle d'attente sert aussi de seconde chapelle au couvent.

## Les origines du couvent et de l'institut religieux

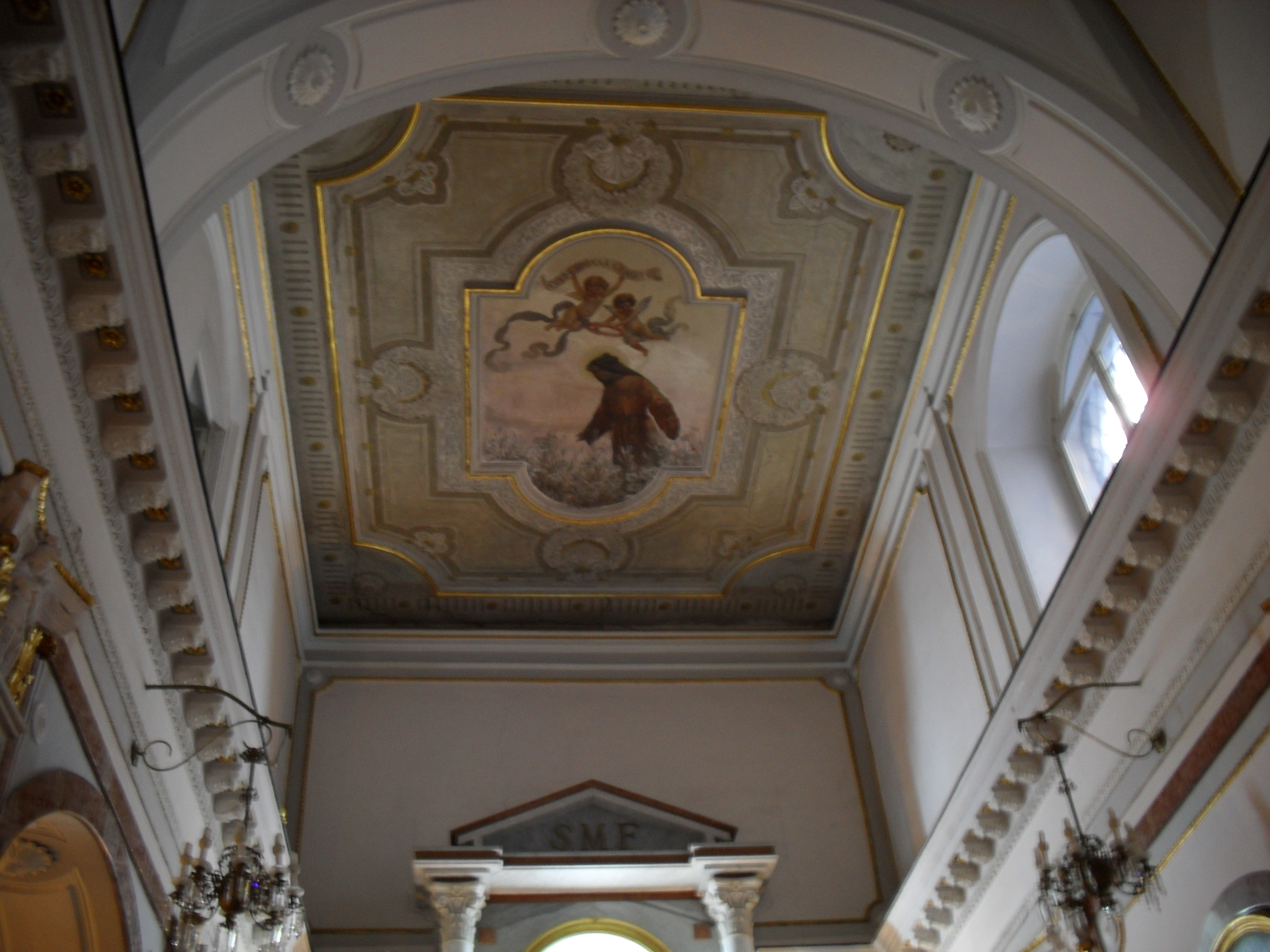
Plafond de la petite église.

Les origines de ce couvent sont dues à la nécessité de conserver dans cette maison le témoignage de sainte Marie-Françoise et d'être un centre de spiritualité tenu par les sœurs du Tiers-Ordre franciscain. 
La première gardienne du couvent fut Mère Antonio Gamba, faisant construire ce couvent sur deux étages de l'ancien palais. l'église est ouverte au culte le 29 septembre 1861. 
La construction de l'église avait été voulue directement par le roi Ferdinand II des Deux-Siciles qui par un rescrit du 12 novembre 1856 fit acheter l'ancien palais où avait vécu Marie-Françoise des Cinq-Plaies.
On se souvient du Père Tamburelli, qui, avec la collaboration d'une autre religieuse de la maison, Luisa Castronuovo, et des consœurs plus jeunes, évangélisa le petit peuple des Quartiers Espagnols.
Ce n'est que le 3 janvier 1884 qu'est fondée la congrégation par Brigida Cuocolo, en religion Sœur Marie-Claire du Sacré-Cœur. Elle obtient l'approbation du cardinal Guglielmo Sanfelice d'Acquavella, afin de perpétuer le souvenir de Marie-Françoise des Cinq-Plaies et d'évangéliser les quartiers populaires.
À l'occasion du bicentenaire de la mort de la sainte, les religieuses, sous la direction de Mère Agnese Zannuting et de Sœur Veronica Napoletano, ont fait restaurer l'église et ajouter des marbres polychromes.